# 1892 en Colombie-Britannique
Chronologie de la Colombie-Britannique
- 1888
- 1889
- 1890
- 1891
- 1892
- 1893
- 1894
- 1895
- 1896

Cette page concerne des événements qui se sont produits durant l'année 1892 dans la province canadienne de Colombie-Britannique.

## Politique

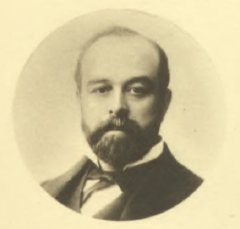
Theodore Davie

- Premier ministre : John Robson puis Theodore Davie.
- Chef de l'Opposition :
- Lieutenant-gouverneur : Hugh Nelson puis Edgar Dewdney
- Législature :

## Événements

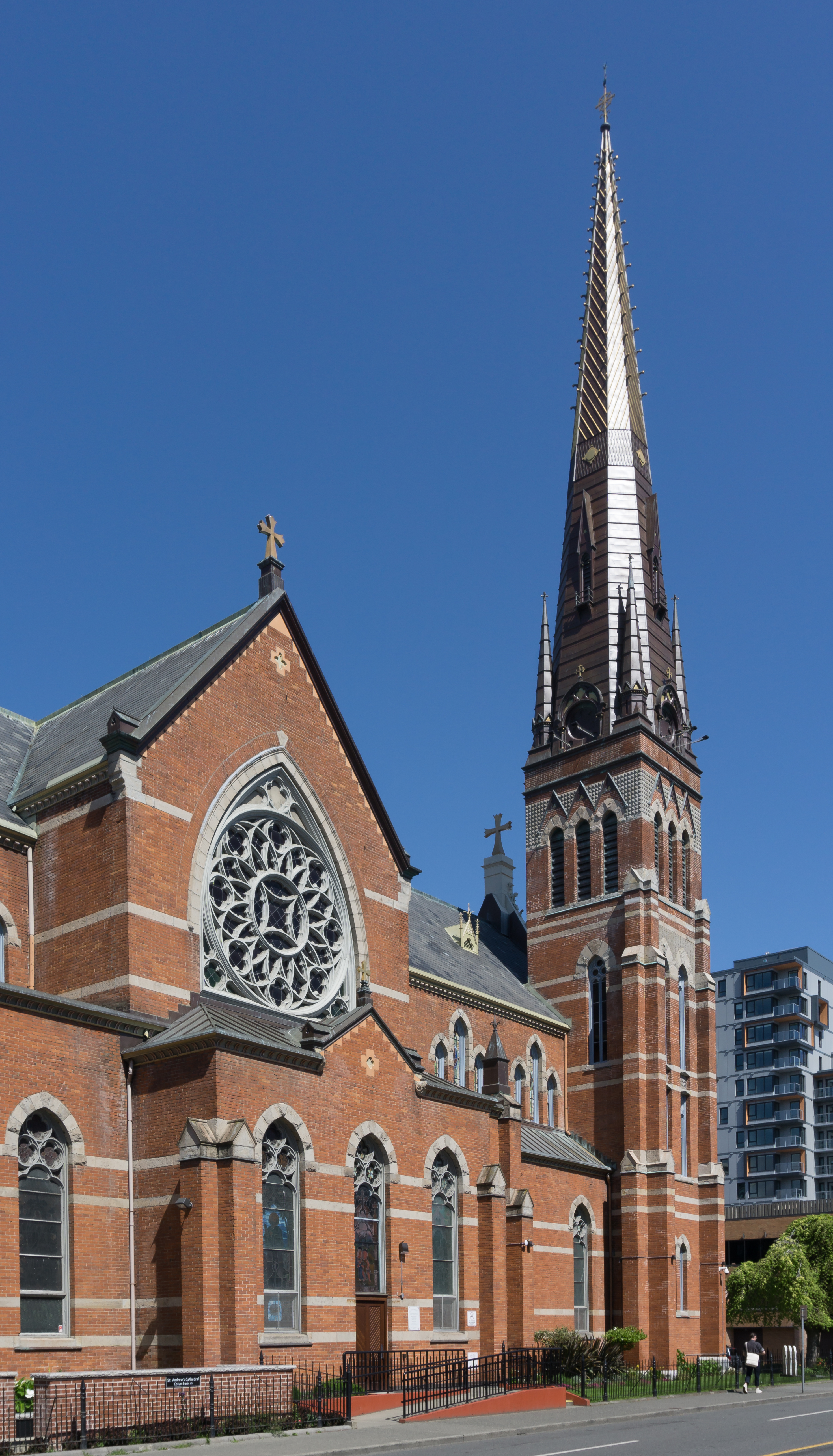
St. Andrew's Cathedral, Victoria.

- Achèvement de la Cathédrale Saint-André de Victoria. C'est un édifice de style néo-gothique situé 740 View Streer à Victoria[1].
- 2 juillet : Theodore Davie devient premier ministre de la Colombie-Britannique.

## Naissances
- 25 octobre à Victoria : Nell Shipman, actrice, scénariste, réalisatrice, productrice et monteuse canadienne, décédée le 23 janvier 1970 à Cabazon (Californie).

## Décès
- 29 juin : John Robson, premier ministre de la Colombie-Britannique alors qu'il était en fonction.